# いぬいとみこ
いぬい とみこ（本名：乾 富子、1924年〈大正13年〉3月3日 - 2002年〈平成14年〉1月16日）は、日本の児童文学作家。

## 来歴・人物
静岡県で生まれ、2歳の時に東京府東京市麻布区（現・港区）、4歳の時に大森区（現・大田区）へ移る。東京府立第六高等女学校（現・東京都立三田高等学校）を卒業。1941年4月11日、日本女子大学校国文学部（現・日本女子大学文学部日本文学科）に42回生として入学するが、父親の転勤に伴い兵庫県伊丹市に引っ越すため翌年6月2日付けで同校を中退。京都の平安女学院専攻部保育科を1944年に卒業し、東京・大森の幼稚園（母園）と京都の幼稚園に勤務した。その後まもなく、父親が富士紡績柳井化学工業の工場長に就任したため1947年まで山口県玖珂郡柳井町（現・柳井市）に在住し、山口県立柳井高等女学校併設の戦時保育園で保母を務めた。終戦後は教会附属の保育園に勤務し、この頃から児童文学雑誌に投稿を始めた。
1950年、日本児童文学者協会新人会に入り、佐藤さとる、長崎源之助、神戸淳吉らと同人誌『豆の木』を創刊。同年、岩波書店に入社して石井桃子の助手として岩波少年文庫の編集に携る。西欧児童文学の影響を受け、童心主義を排して幼児が現実と闘い自ら成長してゆくファンタジー童話で注目された。

## 受賞歴
- 1954年 『ツグミ』で児童文学者協会新人賞受賞。
- 1957年 『ながいながいペンギンの話』で第11回毎日出版文化賞受賞。
- 1961年 『木かげの家の小人たち』で第1回国際アンデルセン賞国内賞受賞。
- 1964年 『北極のムーシカミーシカ』で第5回国際アンデルセン賞佳作賞受賞。
- 1965年 『うみねこの空』で第3回野間児童文芸賞受賞。
- 1982年 『雪の夜の幻想』で第29回産経児童出版文化賞受賞。
- 1983年 『山んば見習いのむすめ』で第13回赤い鳥文学賞、第30回産経児童出版文化賞受賞。
- 1987年 『光の消えた日』『白鳥のふたごものがたり』の業績で山本有三記念路傍の石文学賞、第34回産経児童出版文化賞受賞。

## 主な著作
- 『ながいながいペンギンの話』（宝文館） 1957、のち岩波少年文庫
- 『木かげの家の小人たち』（中央公論社） 1959、のち角川文庫、福音館文庫
- 『北極のムーシカミーシカ』（理論社） 1961 のち角川文庫、フォア文庫

1961年、1962年、1965年にNHKで人形劇『ふたごのこぐま』のタイトルで映像化され、1979年にはアニメ映画化もされた。
- 『白クマそらをとぶ』（小峰書店） 1962、のちポプラ社文庫
- 『七まいのおりがみと…』（実業之日本社） 1965
- 『うみねこの空』（理論社） 1965、のち角川文庫
- 『いさましいアリのポンス』（さ・え・ら書房） 1965、のち講談社文庫
- 『コンブをとる海べで』（麦書房） 1966
- 『みどりの川のぎんしょきしょき』（実業之日本社） 1968
- 『きんいろのカラス』（偕成社） 1969
- 『山んばと海のカニ』（あかね書房） 1969
- 『リラと白樺の旅』（理論社） 1970
- 『くらやみの谷の小人たち』（福音館書店） 1972、のち角川文庫、福音館文庫
- 『ちいさなちいさな駅長さんの話』（新日本出版社） 1973
- 『ぼくらはカンガルー』（理論社） 1974、のち講談社文庫
- 『子どもと本をむすぶもの』（晶文社） 1974
- 『さぶろうとひみつの海』（童心社、さぶろうのひみつシリーズ） 1975
- 『サックサックは鎌のうた』（童心社） 1975
- 『タラノキはかせは船長さん?』（大日本図書） 1976
- 『山んばと空とぶ白い馬』（福音館書店） 1976
- 『光の消えた日』（岩波書店） 1978
- 『雪の夜の幻想』（童心社） 1981
- 『山んば見習いのむすめ』（福音館書店） 1982
- 『川とノリオ』（理論社） 1982、のちフォア文庫
- 『トビウオのぼうやはびょうきです』（金の星社） 1982

第五福竜丸のビキニ環礁被爆事件を扱った作品。教育映画としてアニメ化もされた。
- 『ゆうびんサクタ山へいく』（理論社） 1983
- 『白鳥のふたごものがたり』1 - 3（理論社） 1986
- 『四つのふたご物語』（理論社） 1993

## 翻訳
- 『こいぬとこねこは愉快な仲間』（ヨゼフ・チャペック、井出弘子共訳、童心社） 1968、のち河出文庫
- 『ホンジークのたび』（B・ジーハ(Bohumil Říha)、井出弘子共訳、童心社、フォア文庫） 1981